# Salamá (Guatemala)
Salamá is een gemeente in Guatemala en is de hoofdplaats van het departement Baja Verapaz.
Salamá telt 62.000 inwoners.